# San Giovanni in Croce
San Giovanni in Croce is een gemeente in de Italiaanse provincie Cremona (regio Lombardije) en telt 1669 inwoners (31-12-2004). De oppervlakte bedraagt 16,1 km², de bevolkingsdichtheid is 96 inwoners per km².

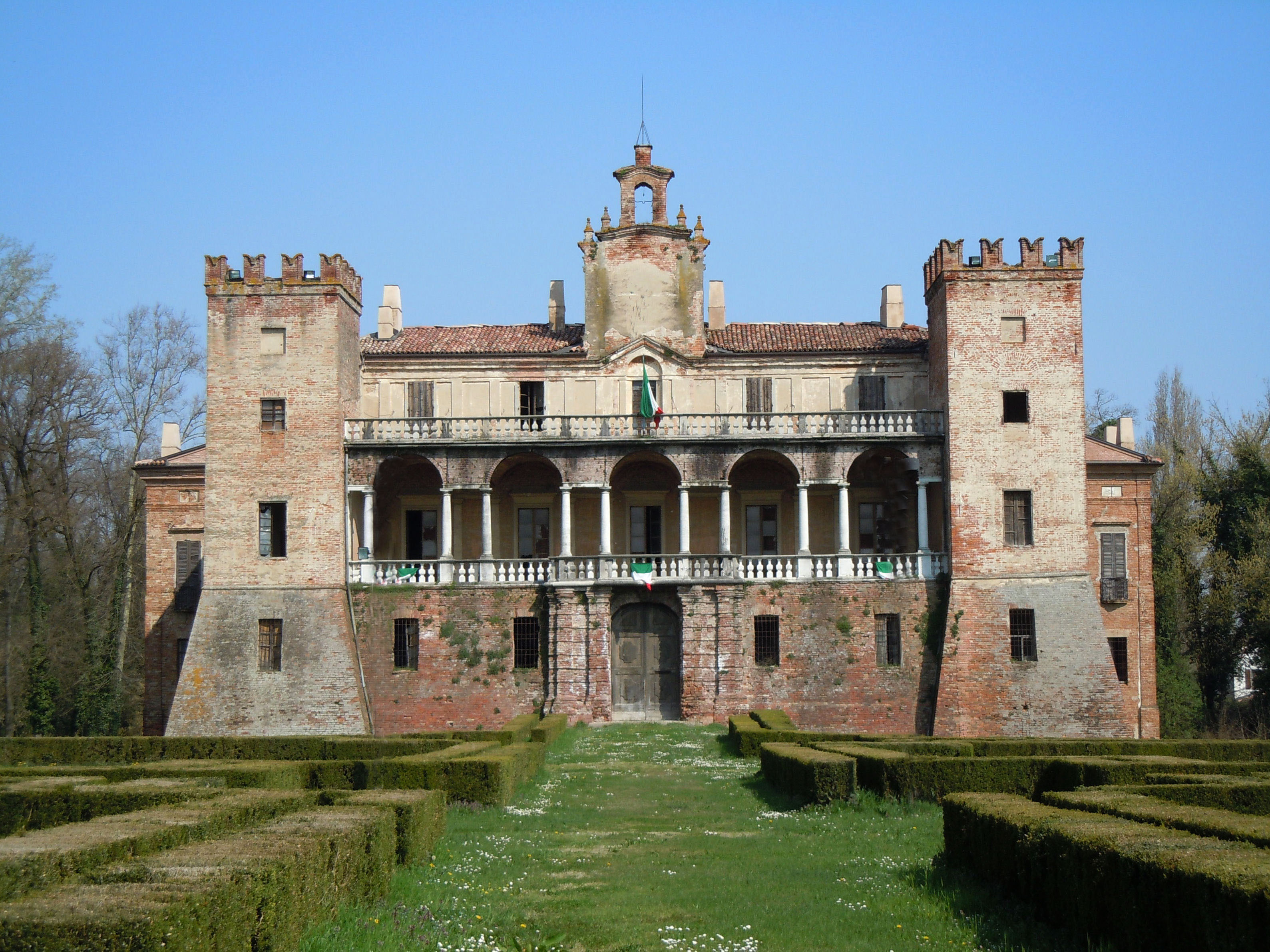
Villa Medici del Vascello
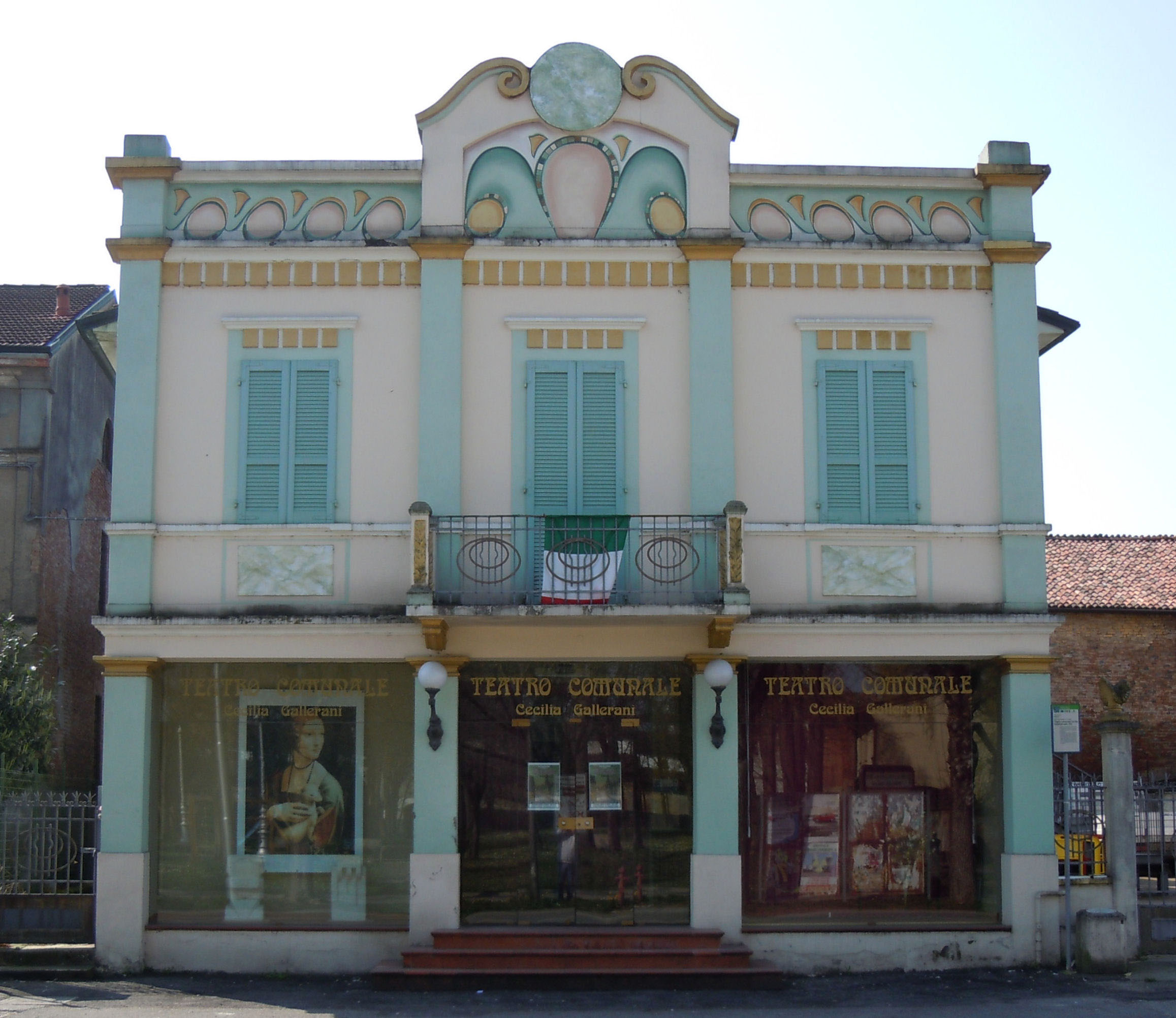
Cecilia Gelleranitheater
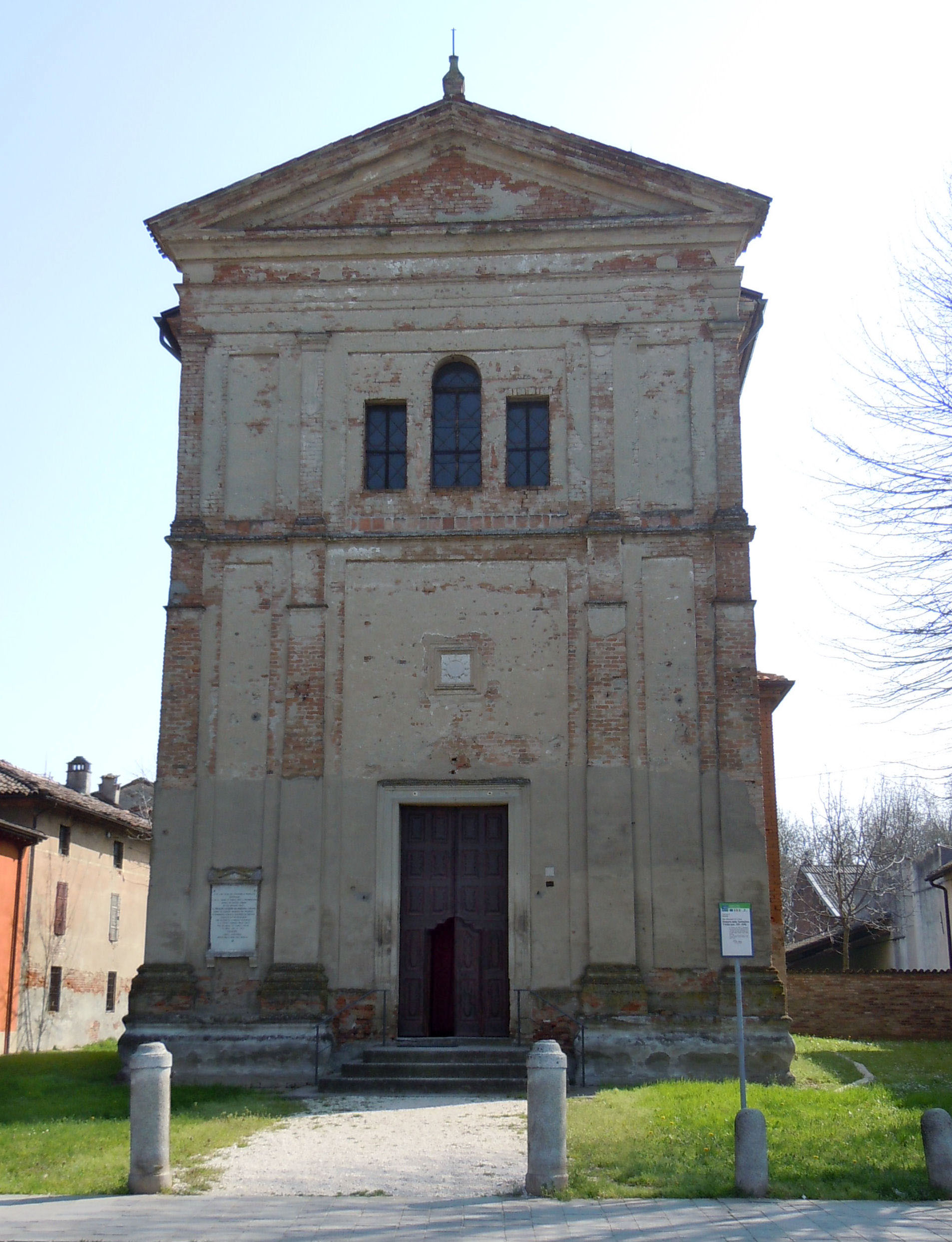
Oratorium van SS. Trinità

## Demografie
San Giovanni in Croce telt ongeveer 654 huishoudens. Het aantal inwoners steeg in de periode 1991-2001 met 1,3% volgens cijfers uit de tienjaarlijkse volkstellingen van ISTAT.
| Jaar | Inwoneraantal |
| ---- | ------------- |
| 1991 | 1523          |
| 2001 | 1543          |

## Geografie
De gemeente ligt op ongeveer 28 m boven zeeniveau.
San Giovanni in Croce grenst aan de volgende gemeenten: Casteldidone, Gussola, Martignana di Po, Piadena, Solarolo Rainerio.